# 罗伯特·乌尔
罗伯特·乌尔（Robert Wuhl，1951年10月9日—）是一名美国演员，喜剧演员和作家。